# Stanisław Lilpop

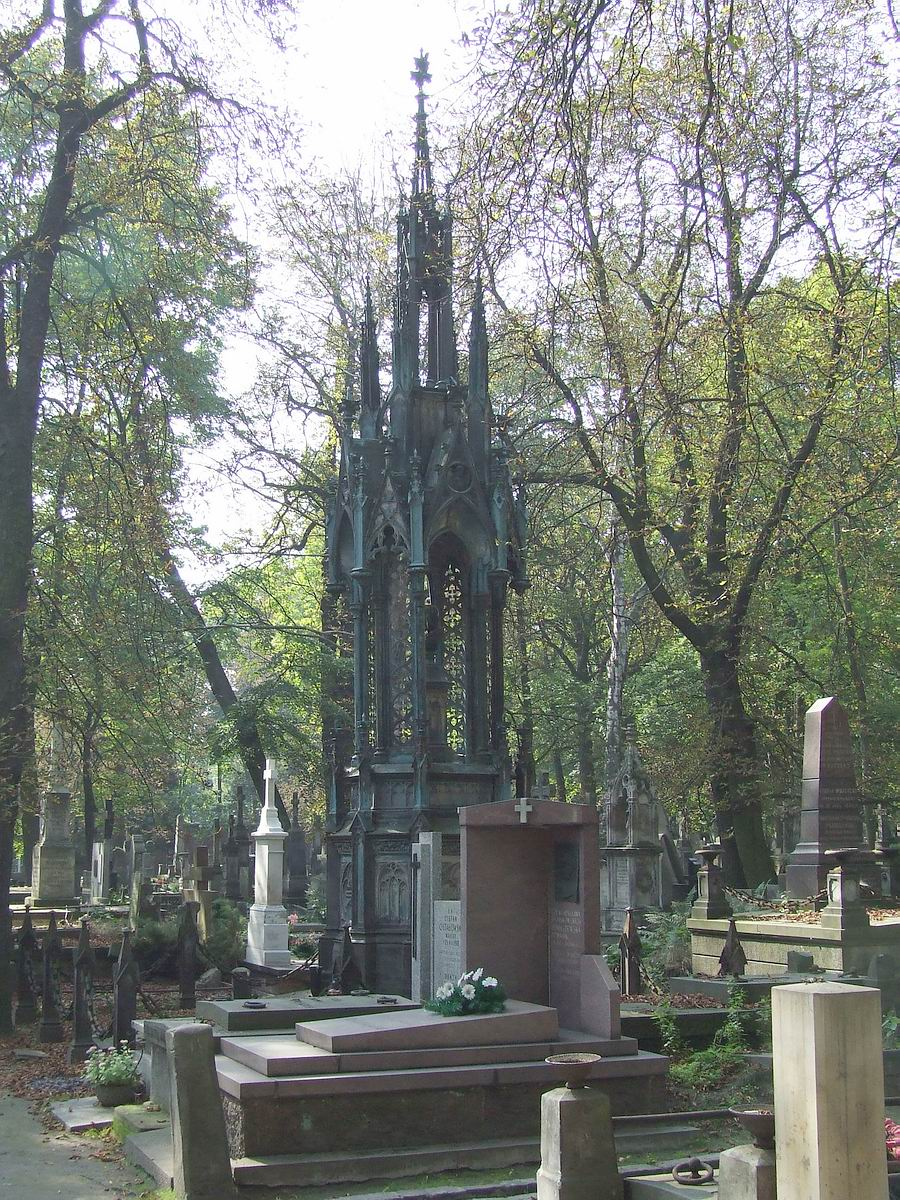
Grobowiec rodzinny Lilpopów na cmentarzu Powązkowskim w Warszawie

Stanisław Lilpop (ur. 8 maja 1817 w Warszawie, zm. 15 października 1866 w Biarritz) – polski przemysłowiec i konstruktor, uważany za jednego z pionierów uprzemysłowienia w Królestwie Polskim.

## Życiorys
Syn Augustyna i Elżbiety z Gromanów. Pochodził z rodziny warszawskich zegarmistrzów, która w końcu XVIII wieku przybyła ze Styrii do Polski. Po ukończeniu w 1833 r. konwiktu pijarów na Żoliborzu, rozpoczął praktykę w warsztatach Banku Polskiego, a od 1839 r. w Rządowej Fabryce Machin na Solcu w Warszawie. Wykazując nieprzeciętne uzdolnienia techniczne i organizacyjne, został wysłany na koszt Banku Polskiego za granicę na studia w dziale budowy maszyn parowych. Przez dwa lata praktykował w renomowanych zakładach Akwizgranu, Lyonu, Paryża, Londynu, Manchesteru i Berlina.
W 1854 r. wraz z Wilhelmem Rauem (administratorem „Fabryki Machin” na Solcu) przystąpił do spółki Braci Evansów. Równocześnie objął posadę dyrektora Fabryki Machin i Odlewów na Świętojerskiej.
Wzorując się na poznanej za granicą organizacji pracy, Lilpop przestawił ręczny sposób produkcji na maszynowy. W miejsce obcokrajowców (stanowiących dotąd większość wykwalifikowanych kadr) zatrudniał Polaków, jeśli posiadali odpowiednie kwalifikacje. Rozszerzył zakres produkcji o maszyny i kotły parowe, konstrukcje żelazne oraz kompletne urządzenia wytwórcze dla przemysłu rolno–spożywczego (głównie cukrowni). Sam projektował całościową infrastrukturę różnego typu zakładów przemysłowych.
Zasłynął jako konstruktor maszyn rolniczych i mechanizator rolnictwa, wprowadzając swoje projekty: pługi, brony, żniwiarki (udoskonalił żniwiarkę amerykańską McCormicka, przystosowując ją do warunków krajowych), młockarnie parowe, siewnik uniwersalny.
Urządzenia konstrukcji Lilpopa – od pługa do wielkich młockarni parowych – odznaczały się prostą budową, łatwością obsługi, wydajnością i niezawodnością przewyższającą podobne modele z krajów wysoko uprzemysłowionych (nagrody m.in. w Moskwie, Paryżu, Wiedniu i Filadelfii). Stanisław Lilpop dużo publikował (np. „O narzędziach i sprzętach rolnika polskiego XIX stulecia wyrabianych w fabrykach krajowych i używanych w gospodarstwach naszych”), dając się poznać jako popularyzator myśli technicznej.
Lilpop wykorzystywał nowoczesne formy kredytowania, a przede wszystkim opierał się na ścisłej współpracy z miejscowym kapitałem bankowym (Leopoldem Kronenbergiem) i ziemiańskim (Andrzejem Zamoyskim).

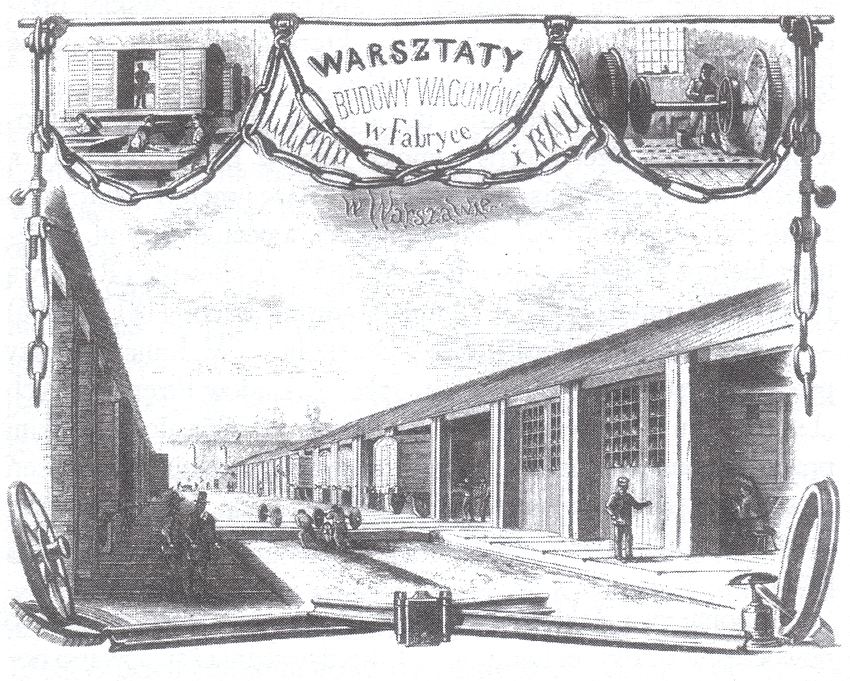
Reklama warsztatów „Lilpop i Rau” z 1860

Był także miłośnikiem sztuki. Posiadał prywatną kolekcję prac malarzy polskich 1 połowy XIX wieku. W jego domu odbywały się wieczory muzyczne. Willa S. Lilpopa w Alejach Ujazdowskich w Warszawie (późniejsza własność Radziwiłłów) przetrwała II wojnę i dopiero w latach 60. XX wieku, po wyburzeniu, wzniesiono w jej miejscu budynek ambasady USA. W sąsiedniej willi W. Raua mieści się ambasada Szwajcarii.
Wojna krymska spowodowała, że angielscy właściciele „Fabryki Machin” zmuszeni byli pozbyć się 60% udziałów. W 1866 r. Lilpop do spółki z Wilhelmem Rauem nabyli na własność całość przedsiębiorstwa braci Evansów, które w 1873 r. przekształcone zostało w Towarzystwo Akcyjne „Lilpop, Rau i Loewenstein” i do 1939 r. było przodującym przedsiębiorstwem polskiego przemysłu budowy maszyn.
Został pochowany w grobowcu rodzinnym na cmentarzu Powązkowskim w Warszawie (kwatera B-1/2-4).
Jego żoną była Joanna z Petzoldów. Mieli ośmioro dzieci – synów: Karola – inżyniera mechanika; Wiktora – inżyniera, założyciela „Fabryki Maszyn i Narzędzi Rolniczych W. Lilpop & Ska”; Mariana – ziemianina; Stanisława Wilhelma – ziemianina, współzałożyciela miasta Podkowa Leśna i Łukasza oraz córki: Elżbietę, zamężną Wernicką; Helenę, zamężną Marconi i Anielę, zamężną Pillawitzową.